# Oussama Khatib
Oussama Khatib (Aleppo, 1950) è un ingegnere siriano con cittadinanza statunitense naturalizzato francese, specializzato in ingegneria elettronica ed operante nel campo della robotica e dell'automatica.

## Biografia

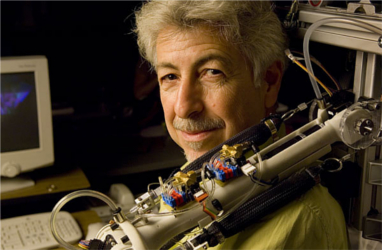
Khatib con un braccio robotico controllato da un attuatore a meccanismo ibrido, costituito da un muscolo pneumatico e un motore elettrico.

Khatib ha studiato all'Università di Montpellier, dove ha ottenuto un B.S. in Scienze nel 1972, e un Master of Science in Elettronica, elettrotecnica e automatica nel 1974. ́Ha studiato, quindi, alla SupAéro (École nationale supérieure de l'aéronautique et de l'espace) di Tolosa, dove ha completato un diploma di Automatica avanzata nel 1976 e un Ph.D. in Automatica e sistemi nel 1980.
Dal 1981 al 1989 è stato Senior/Research Associate presso il Computer Science Department della Stanford University; presso lo stesso dipartimento, dal 1990 al 1999, è stato professore associato, mentre dal 2000 è professore ordinario. Dal 1990 è anche affiliato presso il dipartimento di ingegneria meccanica della stessa università.
Tiene vari insegnamenti in ambito robotico, sia avanzati (Experimental Robotics e Advanced Robotics Manipulation), sia introduttivi (Introduction to Robotics). Quest'ultimo corso, in particolare, è disponibile on line nell'ambito dell'offerta di materiali didattici della iniziativa Stanford Engineering Everywhere Dirige lo Stanford Artificial Intelligence Laboratory, ed è membro della Stanford University Bio-X Initiative.
È stato visiting professor presso l'Università nazionale di Singapore (nel 1997, 2002, 2005, 2009), presso l'EPFL-École polytechnique fédérale di Losanna (nel 1996), presso l'Università Pierre e Marie Curie-Paris VI (nel 1994 e nel 2009) e presso la Scuola Superiore Sant'Anna di Pisa (nel 1992 e nel 2007).
Le sue ricerche riguardano vari campi della robotica, l'interazione tra uomo e robot, la sintesi del movimento umano, la robotica umanoide, la teleoperazione aptica, la robotica biomedica, e il progetto di robot al servizio dell'uomo.

### Attività editoriale

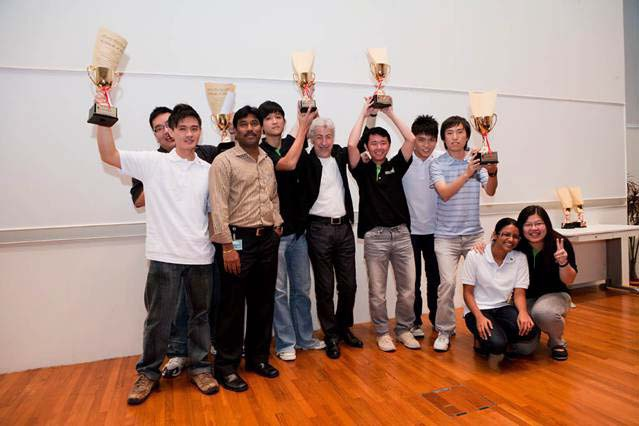
Khatib tra i vincitori della categoria Autonomous Underwater Robotics, ai Singapore Robotic Games del 2010.

Oltre alle pubblicazioni scientifiche su riviste specializzate, Khatib è autore e curatore di vari volumi nel campo della robotica.  
Insieme a Bruno Siciliano, ha coordinato il contributo di 165 studiosi da tutto il mondo che ha portato alla redazione dello Springer Handbook of Robotics, edito da Springer-Verlag nel 2008. Presentato alla International Conference on Robotics and Automation tenutasi a Pasadena nel 2008, il manuale ha ricevuto un duplice riconoscimento dalla APA-American Publishers Associetion che gli ha conferito due PROSE Awards for Professional and Scholarly Excellence nel 2008, il primo nella categoria Excellence in Physical Sciences & Mathematics, il secondo nella sezione Engineering & Technology.
Insieme a Bruno Siciliano, e a Frans C. A. Groen dell'Intelligent Systems Lab dell'Università di Amsterdam, è curatore della serie editoriale Springer Tracts in Advanced Robotics della Springer, che annovera oltre 90 titoli in uscita dal 2003 al 2013.

## Riconoscimenti e affiliazioni
È stato consigliere di varie istituzioni scientifiche e nel comitato di redazione di varie riviste di settore: è membro dell'IEEE-Institute of Electrical and Electronics Engineers e presidente dell'International Foundation of Robotics Research (IFRR).

### Premi
- IEEE RAS Distinguished Service Award 2013[8].
- IEEE RAS Pioneer Award 2010[9].
- PROSE Award for Excellence in Physical Sciences & Mathematics 2008.[5]
- Japan Robot Association (JARA) Award in Research and Development.